# Solomon Lefschetz
Solomon Lefschetz (em russo:  Соломо́н Ле́фшец; Moscou, 3 de setembro de 1884 — Princeton, 5 de outubro de 1972) foi um matemático estadunidense. Realizou um trabalho fundamental sobre topologia algébrica e suas aplicações à geometria algébrica e sobre a teoria de equações diferenciais ordinárias não-lineares.

## Carreira
Lecionou (1924-1953) no México e Princeton, onde também trabalhou como editor do Annals of Mathematics. Entre suas contribuições à topologia, destacou o estudo das transformações nas quais certos pontos permanecem fixos. Foi premiado pelo seu trabalho com várias distinções internacionais.
Foi eleito membro estrangeiro da Royal Society em 1961.

## Publicações selecionadas
- L´Analysis situs et la geometrie algebrique, Paris, Gauthier-Villars 1924
- Intersections and transformations of complexes and manifolds, Transactions American Mathematical Society (AMS), vol. 28, 1926, pp. 1-49, online ; fixed point theorem, published in vol. 29, 1927, pp. 429-462, online.
- Géométrie sur les surfaces et les variétés algébriques, Paris, Gauthier Villars 1929[1]
- Topology, AMS 1930
- Algebraic Topology, New York, AMS 1942
- Introduction to topology, Princeton 1949
- com Joseph P. LaSalle, Stability by Liapunov's direct method with applications, New York, Academic Press 1961[2]
- Algebraic geometry, Princeton 1953, 2ª ed., 1964
- Differential equations: geometric theory, Interscience, 1957,[3] 2ª ed., 1963
- Stability of nonlinear control systems, 1965
- Reminiscences of a mathematical immigrant in the United States, American Mathematical Monthly, vol.77, 1970, pp. 344-350.